# Bryanictis
Bryanictis es un género extinto de mamífero Viverravidae que vivió durante el Paleoceno en América del Norte hace entre 63,3-56,8 millones de años aproximadamente. Fue nombrado por MacIntyre en 1966. Las especies de Bryanictis incluyen  Bryanictis microlestes y Bryanictis paulus.